# Jan (Iwanow), biskup kirowski
Jan, imię świeckie: Iwan Spiridionowicz Iwanow (ur. 24 stycznia?/6 lutego 1912 w Pskowie, zm. 17 listopada 1966) – rosyjski biskup prawosławny.

## Życiorys
Urodził się w rodzinie robotniczej w Pskowie. W tym samym mieście ukończył niepełną szkołę średnią (w 1927) i szkołę muzyczną w klasie skrzypiec (w 1933). Do 1938 ukończył również dwa lata technikum muzycznego w Leningradzie na wydziale wokalnym. Od 1938 do 1941 pracował w administracji. W 1941 wrócił do Pskowa i został psalmistą w soborze Trójcy Świętej. 6 czerwca 1943 został wyświęcony na diakona jako celibatariusz, zaś 22 sierpnia tego samego roku przyjął święcenia kapłańskie i został proboszczem cerkwi św. Mikołaja w Pskowie. Następnie od marca do października 1944 był proboszczem parafii w Kretyndze. W czasie II wojny światowej wspierał partyzantkę radziecką.
W 1948 przeniósł się do Leningradu, gdzie służył w różnych cerkwiach. Dwa lata później ukończył seminarium duchowne w tym samym mieście, zaś w 1954 uzyskał w Leningradzkiej Akademii Duchownej tytuł kandydata nauk teologicznych. 7 czerwca 1958 złożył wieczyste śluby zakonne i otrzymał godność igumena. W 1962 podniesiono go do godności archimandryty. 22 listopada 1962 został wyświęcony na biskupa kirowskiego i słobodzkiego. W chirotonii biskupiej jako konsekratorzy wzięli udział metropolita leningradzki i ładoski Pimen, arcybiskup jarosławski i rostowski Nikodem, biskup dmitrowski Cyprian, biskup kurski i biełgorodzki Serafin oraz biskup łuski Nikon. Zmarł w 1966.